# John Brown & Company

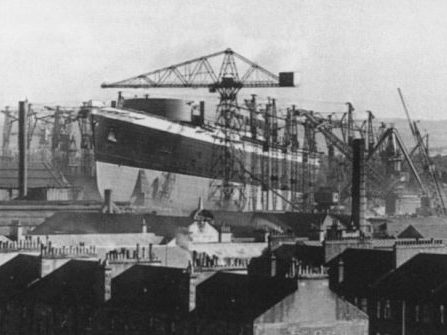
El RMS Queen Elizabeth durante su construcción, alrededor de 1938.

John Brown and Company fue una compañía de ingeniería y construcción naval de Clydebank, Escocia. Construyó muchos barcos mundialmente famosos, incluyendo el RMS Lusitania, el HMS Hood, el HMS Repulse, el RMS Queen Mary, el RMS Queen Elizabeth y el RMS Queen Elizabeth 2. En su mejor momento, entre 1900 y la década de 1950, fue una de las compañías de construcción naval más respetadas e internacionalmente famosas del mundo. Sin embargo, posteriormente, al igual que otros constructores del Reino Unido, la compañía empezó a tener dificultades para competir con los nuevos astilleros de Europa Oriental y Extremo Oriente. En 1968, la empresa se fusionó con otras constructoras para formar el consorcio Upper Clyde Shipbuilders, que finalmente colapsó en 1971.
La compañía se retiró de la construcción naval pero mantuvo activa su rama de ingeniería en la creación de turbinas de gas industriales. En 1986 se convirtió en una filial de Trafalgar House, que en 1996 fue absorbida por Kvaerner. Esta última finalizó los trabajos de ingeniería en Clydebank en el año 2000.
Marathon Manufacturing Company compró el astillero a Upper Clyde Shipbuilders y lo usó para construir plataformas petrolíferas para la industria del petróleo del Mar del Norte. Union Industrielle d'Entreprise (UIE) compró el astillero en 1980 y lo cerró en 2001.